# Vernoux-sur-Boutonne
Vernoux-sur-Boutonne ist eine französische Gemeinde mit 237 Einwohnern (Stand: 1. Januar 2022) im Département Deux-Sèvres in der Region Nouvelle-Aquitaine (vor 2016 Poitou-Charentes). Sie gehört zum Arrondissement Niort und zum Kanton Mignon-et-Boutonne. 

## Geographie
Vernoux-sur-Boutonne liegt etwa 30 Kilometer südsüdöstlich von Niort. Umgeben wird Vernoux-sur-Boutonne von den Nachbargemeinden Périgné im Norden, Brioux-sur-Boutonne im Osten, Séligné im Süden sowie Secondigné-sur-Belle im Westen.

## Bevölkerungsentwicklung
| Jahr                       | 1962 | 1968 | 1975 | 1982 | 1990 | 1999 | 2006 | 2019 |
| Einwohner                  | 225  | 198  | 158  | 155  | 167  | 174  | 155  | 211  |
| Quellen: Cassini und INSEE |      |      |      |      |      |      |      |      |

## Sehenswürdigkeiten
- Kirche Sainte-Croix (Heiligkreuz-Kirche)

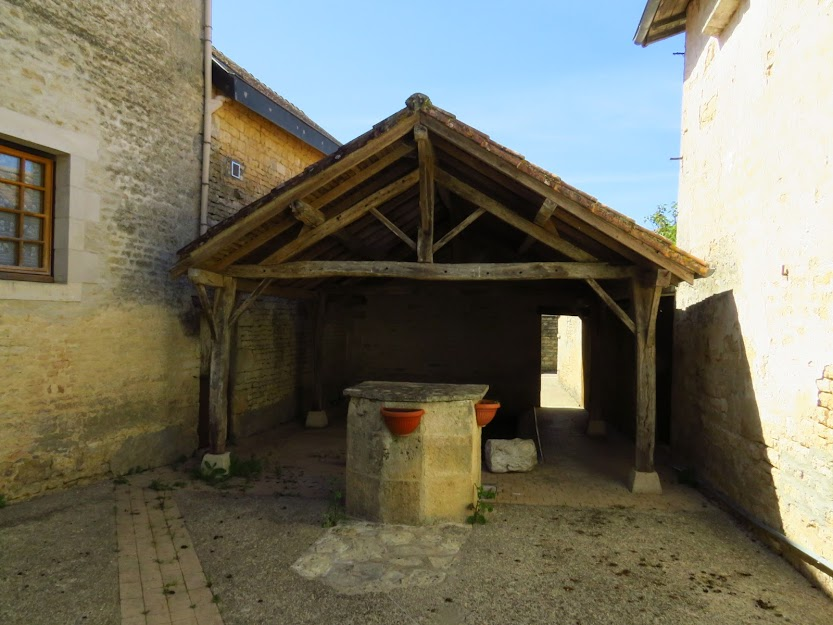
Ehemaliges Waschhaus